# Cadillac DeVille (1977–1984)
Der Cadillac DeVille der Modelljahre 1977 bis 1984 ist ein Oberklassefahrzeug, das der General-Motors-Konzern unter der Marke Cadillac als Coupe DeVille und Sedan DeVille vor allem auf nordamerikanischen Märkten verkaufte. Nach verbreiteter Zählung ist diese Baureihe die fünfte von insgesamt neun Generationen der DeVille-Familie und zugleich die letzte mit Hinterradantrieb. Ein höherwertig ausgestattetes, teureres Schwestermodell wurde im gleichen Zeitraum unter der Bezeichnung Fleetwood Brougham verkauft. Der DeVille dieser Generation war ein problematisches Auto, das nicht zuletzt unter unzuverlässigen, leistungsschwachen Motoren litt. Er ist insoweit ein typischer Vertreter der Malaise Era.

## Entstehungsgeschichte

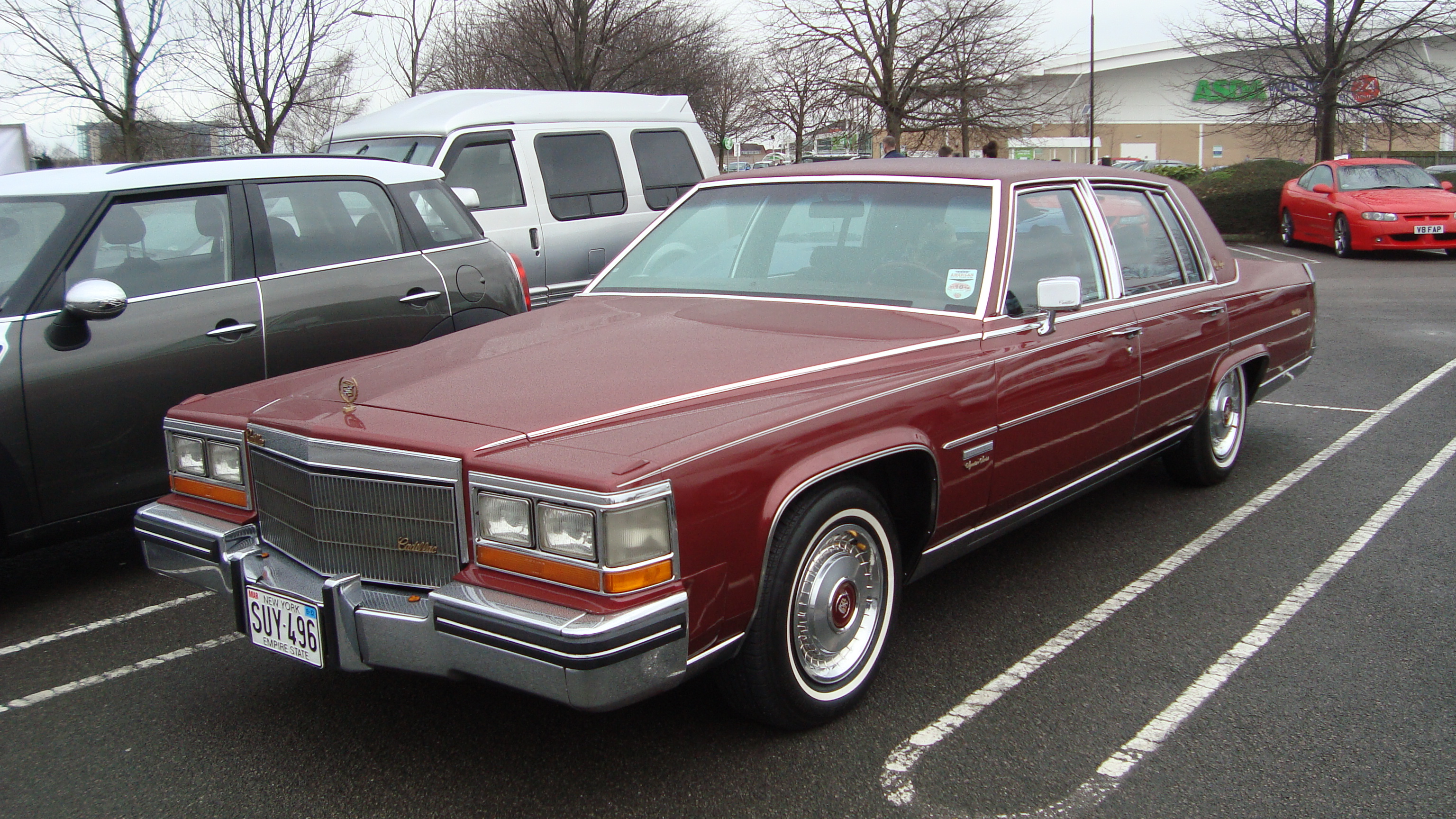
Baugleich, aber teurer als der DeVille: Cadillac Fleetwood Brougham

Cadillac hatte 1949 ein als DeVille bezeichnetes Hardtop-Coupé eingeführt und vergleichbare Fahrzeuge in den folgenden Jahren durchgängig im Programm gehalten. Anfänglich war der DeVille kein eigenständiges Modell, sondern lediglich eine höherwertig ausgestattete Version des Cadillac Series 62. Zum Modelljahr 1959 gliederte Cadillac den DeVille aus der Series-62-Reihe aus, sodass der DeVille zu einem eigenständigen Modell wurde. Im markeninternen Programm war er über der Series 62, aber unter der teuren Baureihe Series 60 Special positioniert. Als die Series 62 durch die Modellreihe Calais ersetzt wurde, blieb der DeVille die mittlere Linie unter Cadillacs Full-Size-Modellen. Mit dem Erscheinen der fünften DeVille-Generation zum Modelljahr 1977 entfiel der Calais, sodass der DeVille das Einstiegsmodell wurde.
Die fünfte DeVille-Generation entstand Mitte der 1970er-Jahre in einer Phase des Umbruchs. Die erste Ölpreiskrise 1973 führte in diesen Jahren zu erheblichen Absatzeinbußen der verbrauchsintensiven amerikanischen Full-Size-Modelle, die bis zu sechs Meter lang waren und zum Teil ein Leergewicht von bis zu 2,5 Tonnen hatten. Die US-amerikanische Regierung erließ als Reaktion auf die Ölpreiskrise Regeln zur Begrenzung des Flottenverbrauchs, die 1975 unter der Bezeichnung Corporate Average Fuel Economy (CAFE) in Kraft taten und die US-amerikanischen Hersteller dazu zwangen, Maßnahmen zur Senkung des Treibstoffverbrauchs ihrer Fahrzeuge zu ergreifen. Diese Vorgaben wurden schrittweise strenger.
Die fünfte DeVille-Generation wurde acht Jahre lang produziert. Über dem DeVille rangierte in dieser Zeit ein baugleiches, aber besser ausgestattetes teureres Modell, das im Gegensatz zu den vorangegangenen Jahren nicht mehr als 60 Special, sondern als Fleetwood Brougham verkauft wurde. Im Gegensatz zu den früheren 60 Specials hatte der Fleetwood Brougham den gleichen Radstand wie der DeVille. Auf gleicher technischer Basis entstand außerdem das verlängerte Repräsentationsfahrzeug Fleetwood Limousine. Die Produktion des hinterradgetriebenen DeVille lief (im Gegensatz zum Fleetwood Brougham) 1984 aus. Zum Modelljahr 1985 vollzog Cadillac ein weiteres Downsizing der großen Modelle und damit verbunden eine technische Neuausrichtung. Die sechste DeVille-Generation wurde wesentlich kürzer und leichter als das alte Modell und erhielt eine selbsttragende Karosserie, Frontantrieb mit vorn quer eingebauten Motoren.

## Modellbeschreibung

### Plattform und Fahrwerk
Der DeVille der Modelljahre 1977 bis 1984 basiert auf einer neu konstruierten Plattform, die wie schon bei den Vorgängermodellen als C-Plattform bezeichnet wurde. Maße und Gewichte der neuen DeVille-Generationen waren gegenüber dem Vorgänger reduziert: Die Gesamtlänge ging um 250 mm zurück, der Radstand um 216 mm. Das Leergewicht lag bis zu 500 kg unter dem des 1976er DeVille.
Ungeachtet der Längen- und Gewichtsreduzierung ist der DeVille der fünften Generation „technisch anspruchslos“: Er hat einen separaten Leiterrahmen aus Stahl mit Traversen, auf den die Karosserie aufgesetzt ist. Die Räder sind einzeln aufgehängt. Vorn und hinten sind Schraubenfedern eingebaut. Gegen Aufpreis war im DeVille eine automatische Niveauregulierung für die Hinterräder erhältlich; im Fleetwood Brougham gehörte sie dagegen zur Serienausstattung. Vorn hat er Scheiben-, hinten Trommelbremsen. Der Fleetwood Brougham hingegen war serienmäßig mit Scheibenbremsen an allen vier Rädern ausgestattet.

### Karosserie
Der DeVille dieser Generation war – wie seine unmittelbaren Vorgänger – als viertürige Stufenhecklimousine und als zweitüriges Stufenheckcoupé erhältlich. Ein Cabriolet gab es auch diesmal nicht; der letzte offene DeVille war bereits 1970 produziert worden. Allerdings gab es werksseitige Sonderserien, bei denen die Dachbezüge aus Vinyl so gestaltet waren, dass der Eindruck eines geschlossenen Cabrioletverdecks entstand. Außerdem wandelten zahlreiche unabhängige Karosseriebauunternehmen das Coupé DeVille für individuelle Kunden in Cabriolets um.
Limousine und Coupé waren im Gegensatz zu ihren Vorgängern nicht mehr als echte Hardtop-Modelle erhältlich. Vielmehr wurden beide Karosserieversionen ausschließlich mit durchgehender B-Säule ausgeliefert. Diese Umstellung ging auf gesetzliche Vorgaben zurück: Im Interesse eines verbesserten Seitenaufprallschutzes durften neu vorgestellte Fahrzeuge ab 1975 nicht mehr ohne durchgehende Mittelsäule auf den Markt kommen. Erstmals bei einem DeVille gibt es in dieser Generation keine seitliche Abdeckung über den Hinterrädern.
Die Grundkarosserie der DeVille-Modelle wurde im Produktionszeitraum nur wenig verändert. Kleinere Detailänderungen, die fast jährlich kamen, umfassten Dekorteile oder die Verkleidung der Kühleröffnung. Bereits nach dem ersten Modelljahr wurde die Einfassung der Rückleuchten geändert; die neue Form blieb im Wesentlichen bis zur Einstellung des Modells 1984. Zum Modelljahr 1980 gab es das einzige größere Facelift. Es betraf die Gestaltung der Frontpartie und die Linienführung an der C-Säule. In den Modelljahren 1977 bis 1979 gab es vier rechteckige Doppelscheinwerfer mit Blicklichtern, die zwischen Scheinwerfer und Kühlerverkleidung angeordnet waren. Von 1980 bis 1984 befanden sich die Fahrtrichtungsanzeiger waagerecht unter den Frontscheinwerfern. Das Layout entsprach der Gestaltung des zeitgenössischen Cadillac Seville. Die C-Säule erhielt sowohl beim Vier- als auch beim Zweitürer einen nahezu senkrechten Abschluss, was den Autos ein „förmliches Auftreten“ gab. Die Einfassung der Heckleuchten war nun ebenfalls senkrecht angeordnet.

### Antrieb und Kraftübertragung

#### 7,0-Liter-V8-Ottomotor
In den Modelljahren 1977 bis 1979 war ein 6966 cm³ (425 cui) großer Achtzylinder-V-Motor der Standardantrieb des DeVille. Der Motor war eine Ableitung des 7,7 Liter großen Achtzylinders, der 1968 bei Cadillac eingeführt worden war und bis 1974 im Programm gestanden hatte. Der Hub (103,1 mm) war unverändert, die Bohrung (103,7 mm) war dagegen leicht reduziert worden. Die Serienvariante war mit einem Vierfachvergaser ausgestattet und leistete 182 PS (134 kW); gegen Aufpreis war eine Variante mit Kraftstoffeinspritzung und einer Leistung von 198 PS (145 kW) erhältlich.

#### 6,0-Liter-V8- und V8-6-4-Ottomotor
Zum Modelljahr 1980 führte Cadillac als Ersatz für den Sieben-Liter-Motor einen 6,0 Liter großen Achtzylinder-V-Motor ein. Ab 1981 war er mir einer von der Eaton Corporation entwickelten Zylinderabschaltung ausgerüstet. Je nach Belastungssituation arbeiteten vier, sechs oder acht Zylinder, was sich in der ungewöhnlichen Bezeichnung V8-6-4 widerspiegelt; die Abschaltung wurde elektromechanisch so gesteuert, dass den nicht genutzten Zylindern kein Gemisch zugeführt wurde und die Kolben gleichsam leer mitliefen. Die Zylinderabschaltung funktionierte vielfach nicht fehlerfrei und beschädigte wegen ihrer Defektanfälligkeit zu Beginn der 1980er-Jahre den Ruf der Marke. Der 6,0-Liter-Motor war nur bis zum Ende des Modelljahrs 1981 beim DeVille und beim Fleetwood Brougham im Programm; lediglich die lange Fleetwood Limousine wurde bis 1984 mit ihm ausgerüstet.

#### 4,1-Liter-V6-Ottomotor von Buick
1981 und 1982 hatte Cadillac einen 4128 cm³ (252 cui) großen Sechszylinder-V-Motor im Programm, der von der GM-Marke Buick zugeliefert wurde und eine zuverlässige Alternative zum problematischen Achtzylindermotor mit Zylinderabschaltung sein sollte. Er war der erste Motor in einem Cadillac seit 70 Jahren, der weniger als acht Zylinder hatte. Seine Leistung wurde mit 125 PS (93 kW) angegeben.

#### 4,1-Liter-V8-Ottomotor

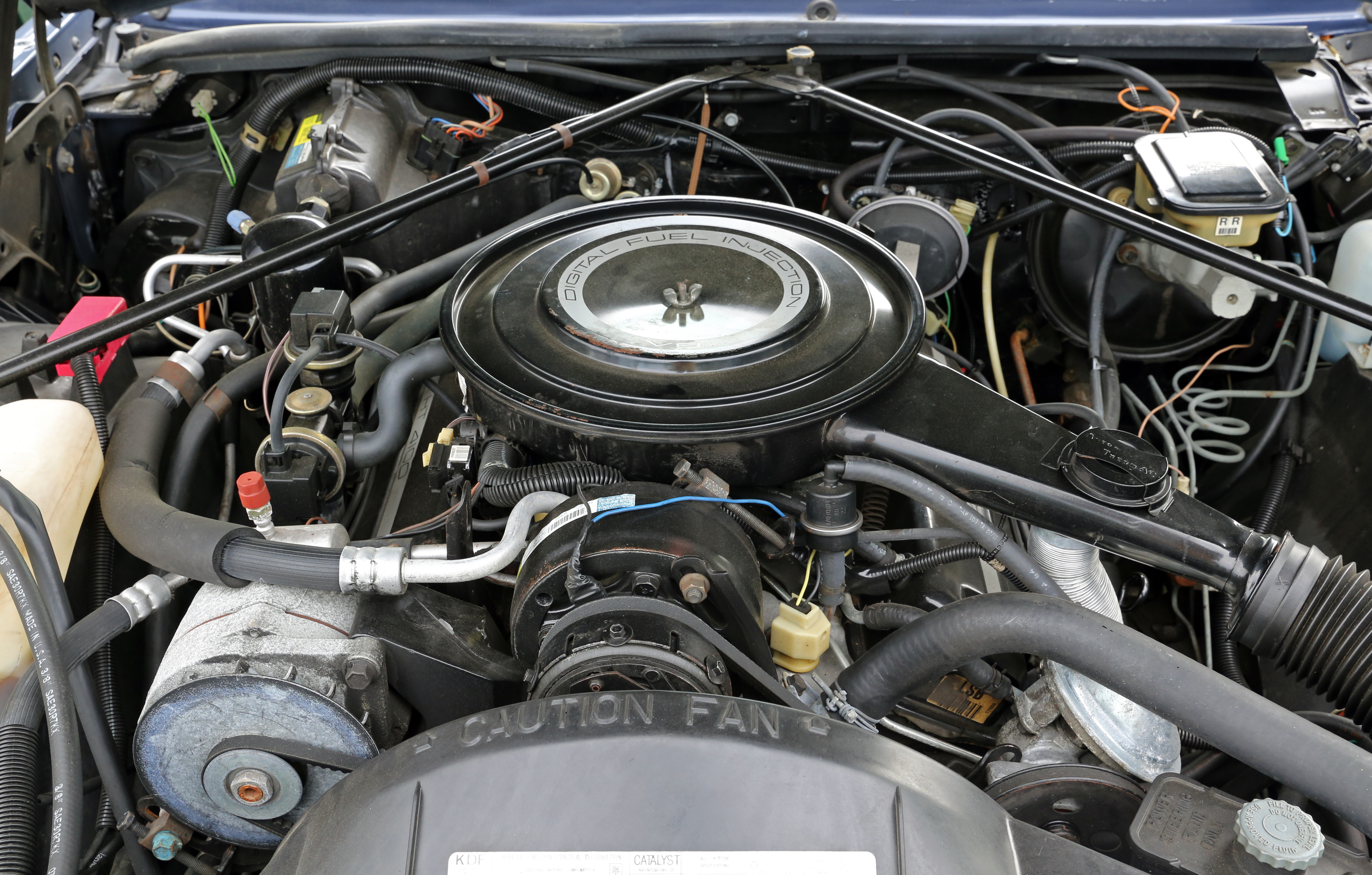
Cadillac HT4100 V8

Zum Modelljahr 1982 erschien ein neu konstruierter Achtzylinder-V-Ottomotor aus der HT-Reihe mit 4087 cm³ (249 cui) Hubraum. Der Motor hat einen Zylinderblock aus einer Leichtmetalllegierung und Zylinderköpfe aus Stahlguss. Die Gemischaufbereitung übernimmt eine elektronische Benzineinspritzung. Die Motorleistung wurde mit 101 kW (135 PS) angegeben.

#### 5,7-Liter-V8-Dieselmotor
Alternativ zu den Ottomotoren hatte Cadillac von 1978 bis 1984 einen von Oldsmobile konstruierten Achtzylinder-V-Dieselmotor mit 5736 cm³ Hubraum (Baureihe LF9) im Programm. Er war von einem gleichgroßen Ottomotor abgeleitet und leistete anfänglich 125 PS, ab 1980 nur noch 105 PS. Er war äußerst unzuverlässig. Ein Konstruktionsfehler am Zylinderkopf, der wenig verändert vom gleich großen Ottomotor übernommen worden war, führte zu zahlreichen gravierenden Defekten im Praxisbetrieb. Das Dieselmotorenprogramm wurde zu „einem der größten Desaster in der Geschichte von General Motors“: Bereits 1980 war der Ruf der Dieselmotoren nachhaltig beschädigt.
| Cadillac DeVille: Übersicht über die Motorisierungen |          |                    |                    |                    |                    |                    |                    |                    |                    |                    |                    |
| Bauart                                               | Bauart   | Ottomotor          | Ottomotor          | Ottomotor          | Ottomotor          | Ottomotor          | Ottomotor          | Ottomotor          | Ottomotor          | Dieselmotor        | Dieselmotor        |
| Zylinder                                             | Zylinder | V6                 | V8                 | V8                 | V8                 | V8                 | V8                 | V8                 | V8                 | V8                 | V8                 |
| Hubraum                                              | Hubraum  | 4128 cm³ (252 cui) | 4087 cm³ (249 cui) | 4087 cm³ (249 cui) | 6036 cm³ (368 cui) | 6036 cm³ (368 cui) | 6036 cm³ (368 cui) | 6966 cm³ (425 cui) | 6966 cm³ (425 cui) | 5737 cm³ (350 cui) | 5737 cm³ (350 cui) |
| Leistung                                             | PS       | 125                | 125                | 137                | 152                | 127                | 142                | 182                | 198                | 125                | 106                |
| Leistung                                             | kW       | 93                 | 93                 | 100                | 112                | 94                 | 104                | 134                | 145                | 93                 | 78                 |
| Verfügbarkeit                                        | 1977     | –                  | –                  | –                  | –                  | –                  | –                  | Serie              | Option             | –                  | –                  |
| 1978                                                 | –        | –                  | –                  | –                  | –                  | –                  | Serie              | Option             | –                  | –                  |                    |
| 1979                                                 | –        | –                  | –                  | –                  | –                  | –                  | Serie              | Option             | Option             | –                  |                    |
| 1980                                                 | –        | –                  | –                  | Serie              | –                  | –                  | –                  | –                  | –                  | Option             |                    |
| 1981                                                 | Option   | –                  | –                  | –                  | Serie              | Option             | –                  | –                  | –                  | Option             |                    |
| 1982                                                 | Option   | Serie              | –                  | –                  | –                  | –                  | –                  | –                  | –                  | Option             |                    |
| 1983                                                 | –        | –                  | Serie              | –                  | –                  | –                  | –                  | –                  | –                  | Option             |                    |
| 1984                                                 | –        | –                  | Serie              | –                  | –                  | –                  | –                  | –                  | –                  | Option             |                    |

## Die einzelnen Modelljahre

### 1977

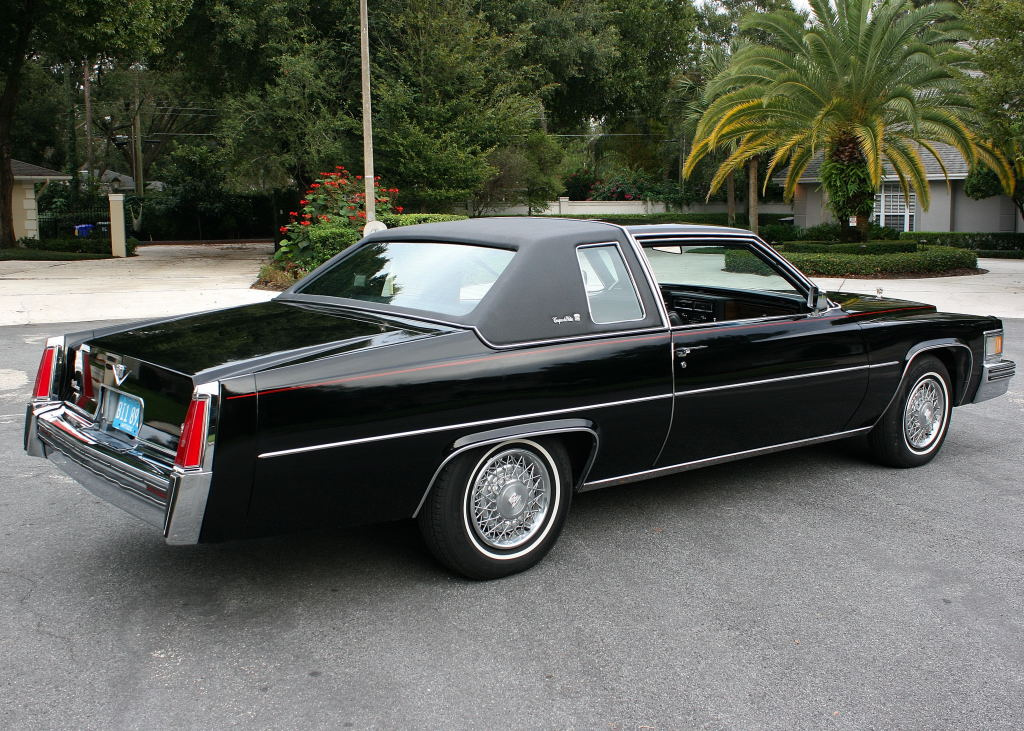
Coupé DeVille (1977)

Die fünfte DeVille-Generation debütierte im Sommer 1976, der das Modelljahr 1977 einleitete. Der DeVille war als viertüriger Sedan und als zweitüriges Coupé erhältlich; als Antrieb gab es ausschließlich den 7,0 Liter großen Achtzylinder-V-Motor mit Vierfachvergaser oder Benzineinspritzung. Besonderes Merkmal der 1977er DeVille sind die von drei Seiten sichtbaren senkrechten Rückleuchten; sie gab es nur in diesem Modelljahr. 1979 führte Cadillac dieses Designelement beim neu gestalteten Eldorado wieder  ein.
Der Basispreis für das Coupé lag bei 9.810 US-$, der Viertürer war 200 US-$ teurer. Die beiden DeVille waren damit die günstigsten Modelle im Cadillac-Programm; der nur als Viertürer verkaufte Fleetwood Brougham war gut 1.500 US-$ teurer. Mit 138.750 Exemplaren war das Coupé DeVille der erfolgreichste Cadillac. Der Sedan DeVille entstand in 95.421 Exemplaren, der Fleetwood Brougham wurde dagegen nur 28.000-mal verkauft.

### 1978

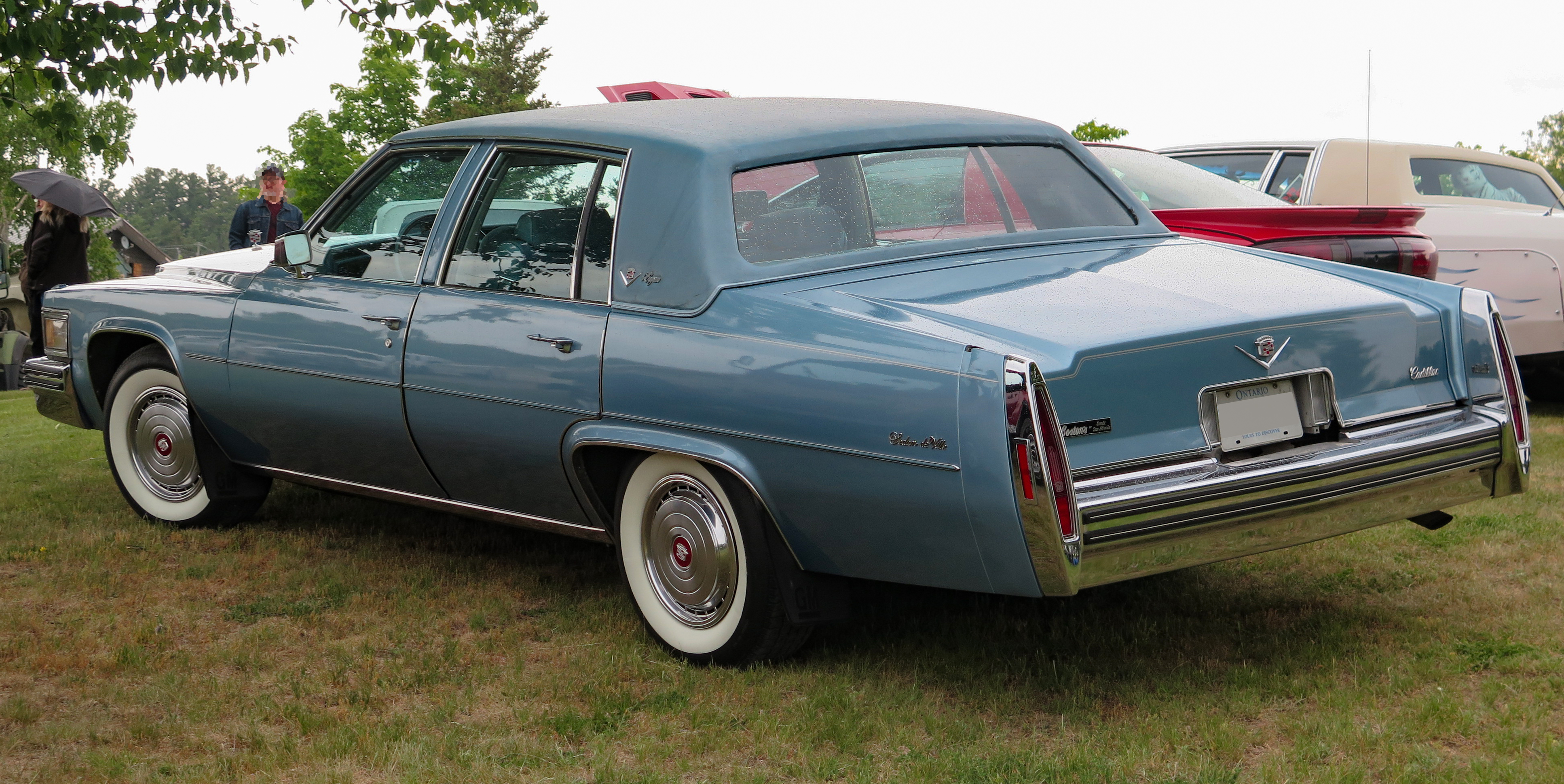
Cadillac Sedan DeVille D’Elegance (1978)

Zum Modelljahr 1978 gestaltete Cadillac die Rückleuchten des Coupé und des Sedan neu. Die Leuchten befanden sich jetzt in einer verchromten Einfassung und waren von den Seiten nicht mehr sichtbar. Diese Gestaltung behielt Cadillac bis zur Einstellung des Modells 1984 grundsätzlich bei. Neu in diesem Modelljahr war die Phaeton Edition, die gegen einen hohen Aufpreis sowohl für den Zwei- als auch für den Viertürer erhältlich war.
Der Listenpreis des Coupé stieg im Vergleich zum Vorjahr um 650 US-$, der des Sedan um 900 US-$. Die Produktion ging leicht zurück. Vom Coupé entstanden 117.750 Fahrzeuge, vom Sedan nur 88.951 Stück. Demgegenüber konnte Cadillac gut 10.000 Fleetwood Broughams mehr absetzen als 1977.

### 1979

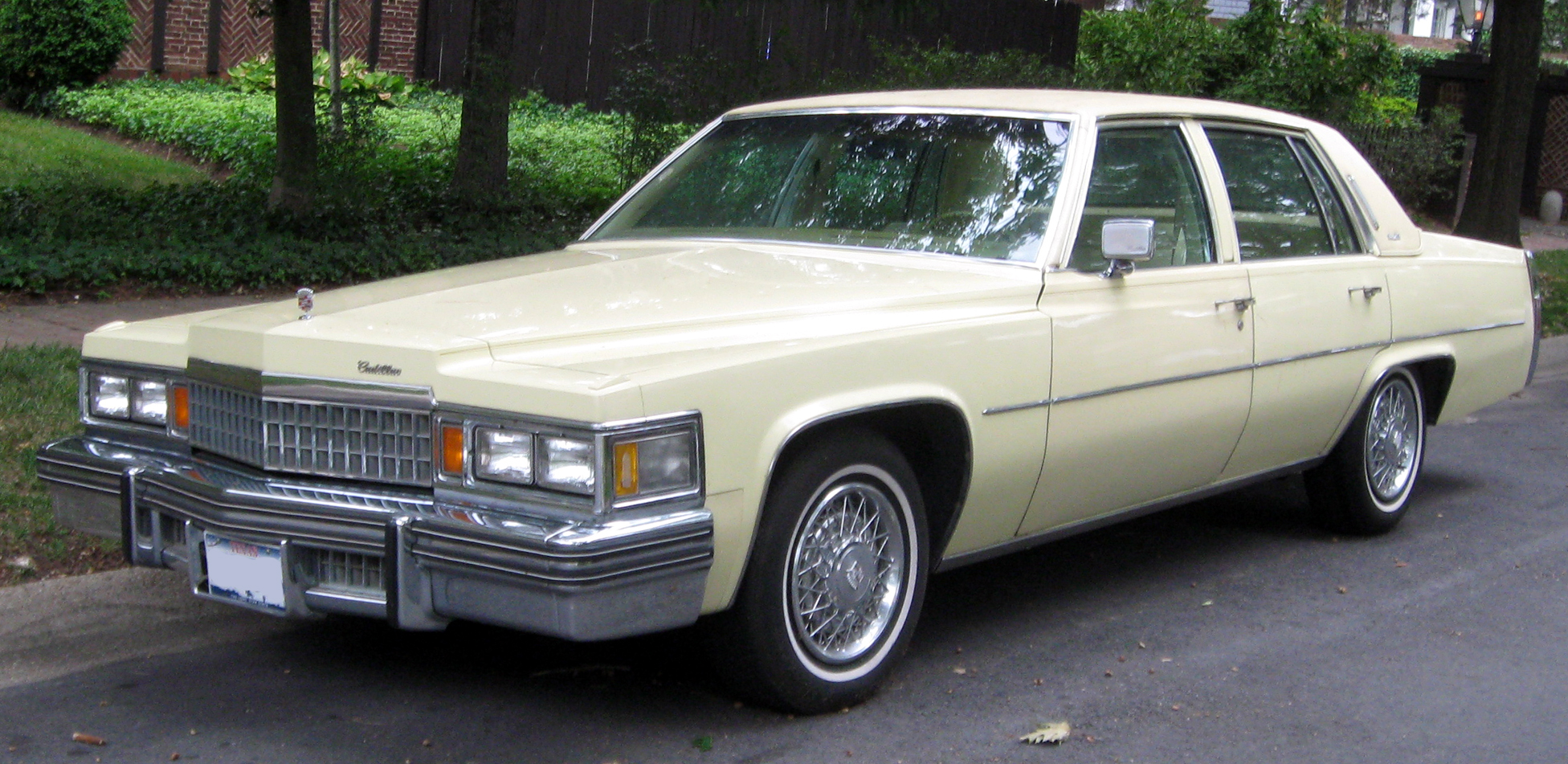
Sedan DeVille (1979)

1979 war das letzte Modelljahr, in dem der DeVille mit seiner ursprünglichen Karosserieform angeboten wurde. Die stilistischen Änderungen gegenüber dem Vorjahr beschränkten sich auf Details. In technischer Hinsicht gab es eine Neuerung: Alternativ zu dem bekannten 7,0-Liter-Ottomotor stand erstmals der von Oldsmobile zugelieferte Achtzylinder-Dieselmotor im Programm.
Die Produktion lag 1979 auf ähnlichem Niveau wie im Vorjahr: Cadillac baute 121.890 Coupés DeVille und 93.211 Sedans. Beide Varianten waren im Vergleich zu 1979 etwa 1.000 US-$ teurer geworden.

### 1980

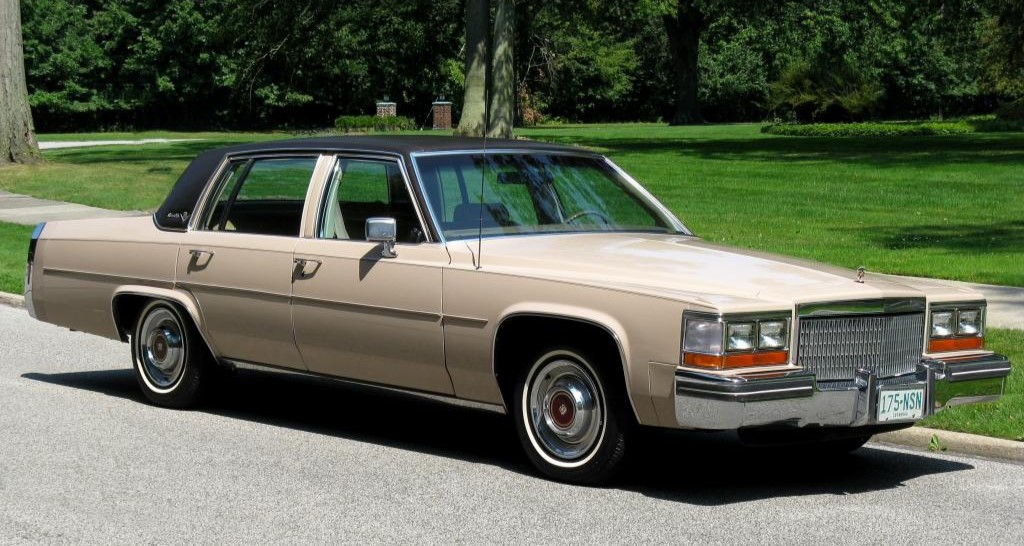
Sedan DeVille (1980)

Zum Modelljahr 1980 erschien die überarbeitete Version des DeVille, zu der bei Coupé und Limousine gleichermaßen eine formale Dachlinie und eine neu gestaltete Frontmaske gehörten. Neu war auch der 6,0 Liter große Achtzylinder-Ottomotor, der die bisherige Variante mit 7,0 Liter Hubraum ersetzte. In diesem Jahr war er noch nicht mit einer Zylinderabschaltung ausgestattet. Alternativ dazu gab es weiterhin Oldsmobiles Dieselmotor, der zu einem Aufpreis von 924 US-$ erhältlich war. Seine Leistung wurde um 20 auf nur noch 106 PS abgesenkt. Die Ausstattungspakete Cabriolet Roof und D’Elegance standen weiterhin im Angebot, die Custom Phaeton Edition hingegen war ersatzlos gestrichen worden. Als neuer Konkurrent im Cadillac-Programm erschien in diesem Jahr das Fleetwood Brougham Coupé, das mit der jahrzehntelangen Tradition brach, wonach die Modelle oberhalb des DeVille ausschließlich Viertürer waren. Die Preise für den DeVille lagen wiederum etwa 1.000 US-$ über denen des Vorjahrs: Das Coupé DeVille kostete 11.750 US-$, der Sedan DeVille 12.093 US-$.
1980 kam es in der gesamten amerikanischen Automobilindustrie zu erheblichen Produktionsrückgängen. Diese Entwicklung war eine Folge der zweiten Ölpreiskrise aus dem Frühjahr 1979. Cadillac baute dabei 40 Prozent weniger Autos als im Vorjahr und war damit unter allen Marken von der Entwicklung am härtesten getroffen. Insgesamt entstanden im Modelljahr 1980 nur 55.500 Coupés DeVille und 49.000 Sedans.

### 1981

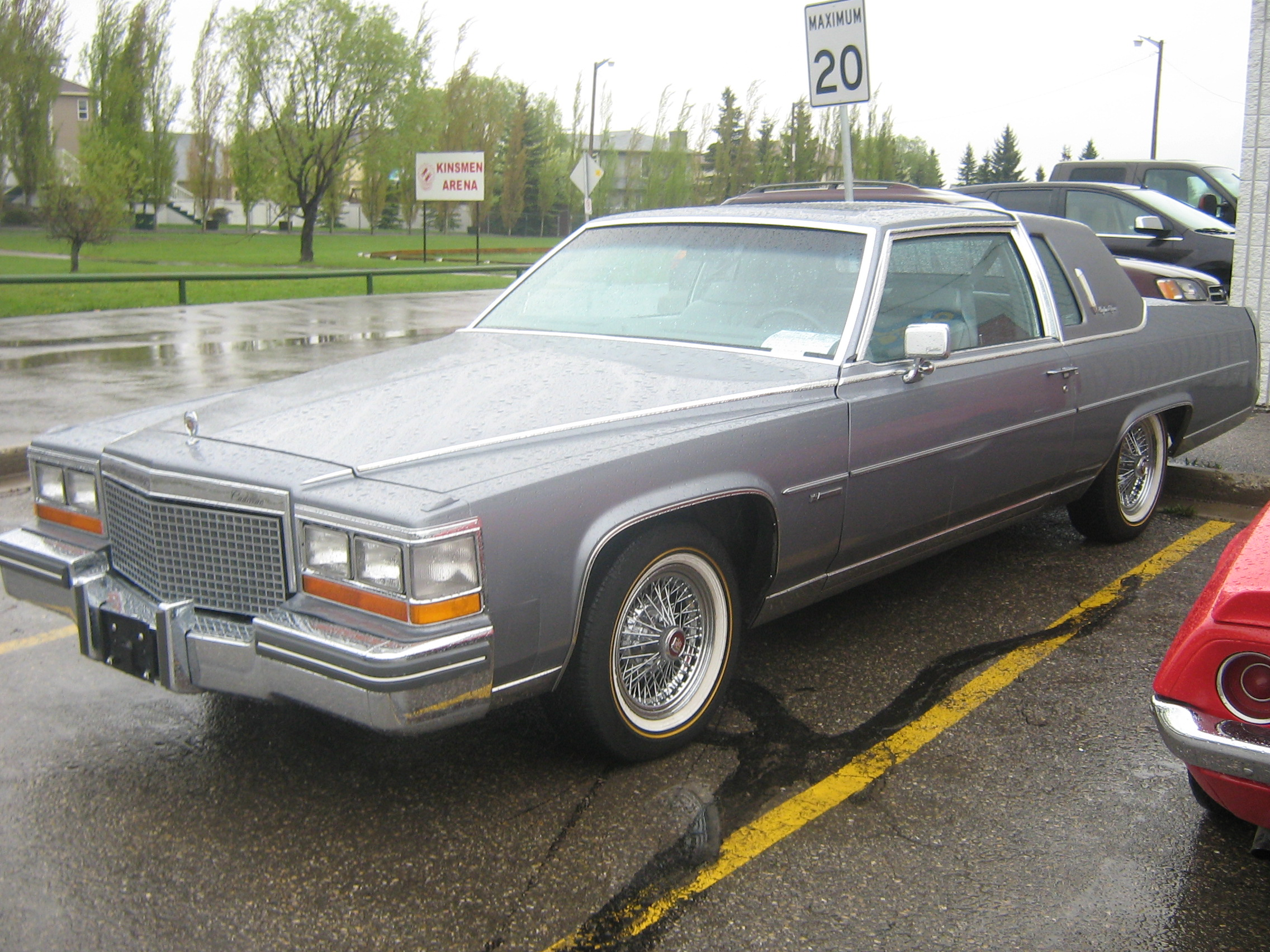
Coupé DeVille (1981)

Zum Modelljahr 1981 erschien als Serienmotorisierung der 6,0-Liter-Ottomotor mit einer elektronisch gesteuerten Zylinderabschaltung. Weil sich diese Konstruktion früh als unzuverlässig erwies, nahm Cadillac zum Ende des Kalenderjahrs 1980 – also mitten im Modelljahr 1981 – einen von Buick konstruierten Sechszylinder-V-Motor mit Doppel-Registervergaser ins Programm auf, der zu einem Preisnachlass von 165 US-$ gegenüber dem V8-6-4-Motor angeboten wurde. Er war als Sparmotor gedacht, machte mit seiner Leistung von nur 125 PS (93 kW) den DeVille aber zu einem untermotorisierten Fahrzeug. Weiterhin war wahlweise der große Dieselmotor erhältlich.
Das Coupé DeVille war 1981 für 13.450 US-$ erhältlich, der viertürige Sedan für 13.847 US-$.

### 1982

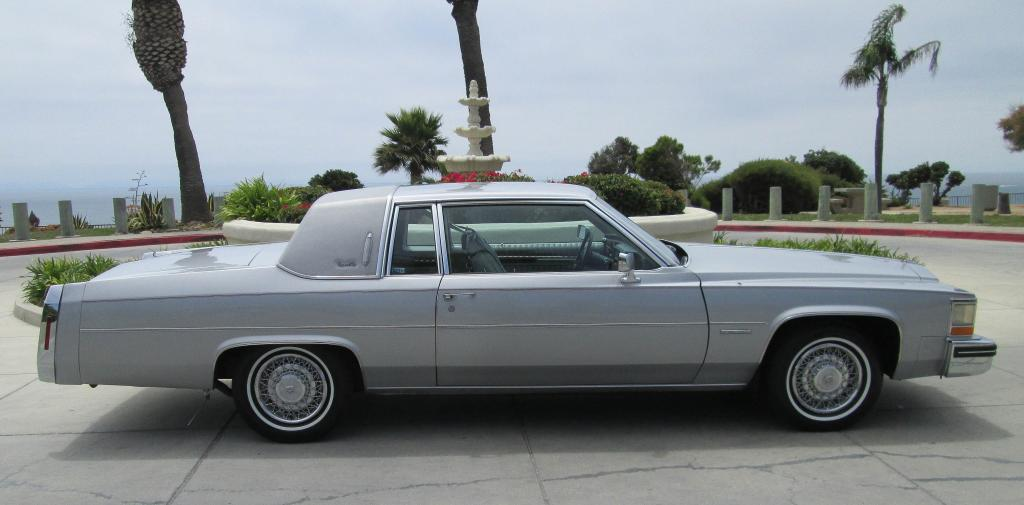
Coupé DeVille (1982)

Zum Modelljahr 1982 verlor der DeVille seine Funktion als Einstiegsmodell der Marke Cadillac. Mit dem kompakten Cimarron hatte Cadillac ein Vierzylindermodell auf den Markt gebracht, das wesentlich kleiner und auch preiswerter war als der DeVille.
Beim DeVille gab es in diesem Baujahr nur marginale stilistische Änderungen, die vor allem das Gitter der
Kühlermaske betrafen. In technischer Hinsicht führte Cadillac den neu konstruierten, 4,1 Liter großen Achtzylindermotor aus der HT-Reihe (HT4100) als Standardmotorisierung ein, der neben Buicks V6-Motor und dem bekannten Dieseltriebwerk von Oldsmobile erhältlich war.
Die DeVilles wurden zum Modelljahr 1982 deutlich teurer. Der Basispreis für das Coupé DeVille lag nun bei 15.249 US-$, der für den Sedan DeVille bei 15.699 US-$.

### 1983

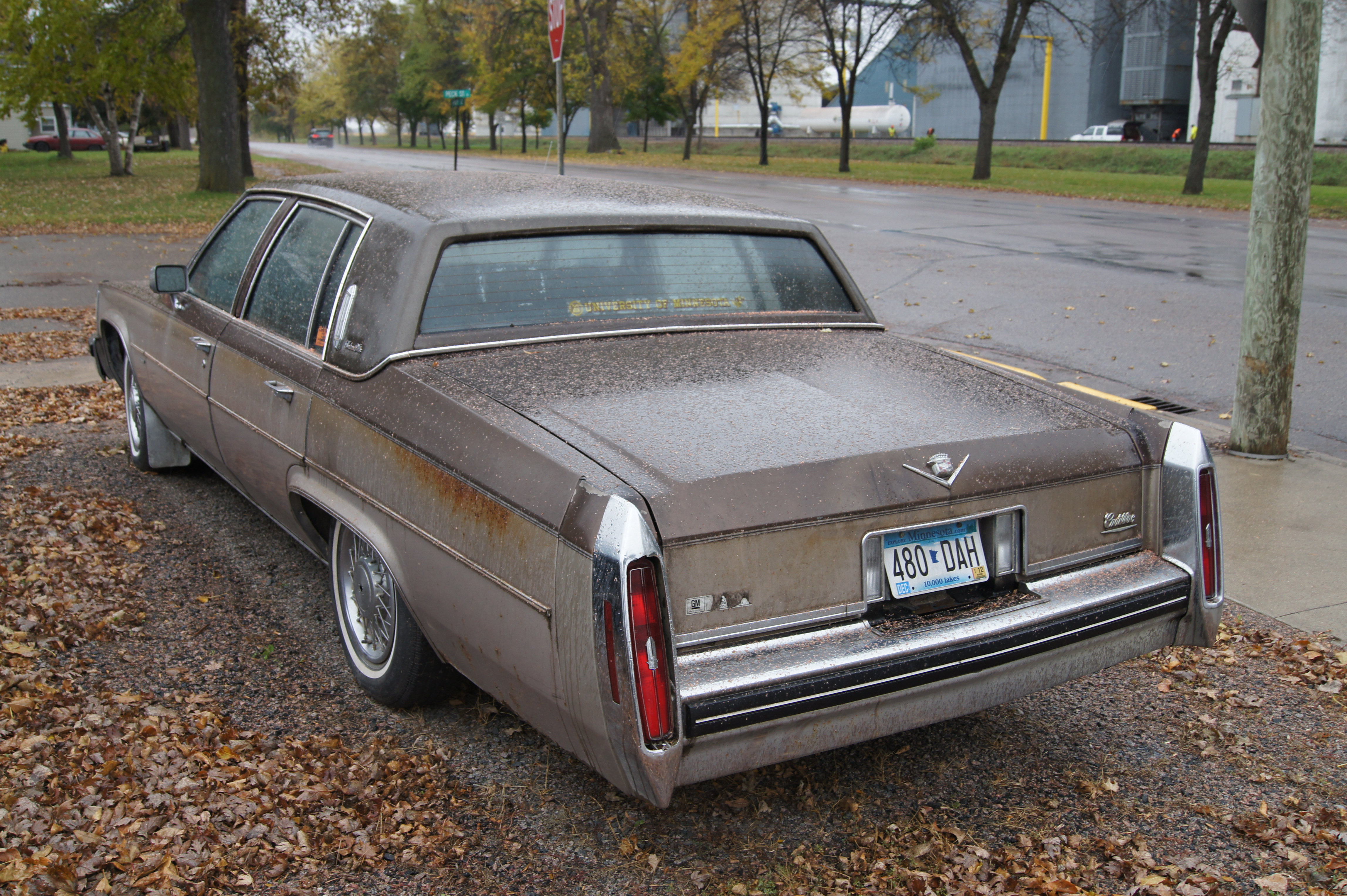
Sedan DeVille Diesel (1983)

Für das Modelljahr 1983 wurde Buicks Sechszylindermotor aus dem Programm genommen; verfügbar waren nur noch der HT4100-Ottomotor und der Dieselmotor von Oldsmobile. Stilistische Änderungen betrafen Kleinigkeiten wie die Farben von Blinkergläsern und die Positionierung von Zierrat. Der Listenpreis für das Coupé DeVille erreichte in diesem Jahr 15.970 US-$, die viertürige Variante kostete 16.441. US-$.

### 1984
Im letzten Modelljahr des DeVille gab es keine Änderungen mehr an den hinterradgetriebenen DeVilles. Ab April 1984, also während des laufenden Modelljahrs 1984, war bereits der frontgetriebene Nachfolger erhältlich. Das wirkte sich auf den Absatz der großen alten Modelle aus.

## Spezielle Karosserie- und Ausstattungsvarianten

### DeVilleCabriolet Roof

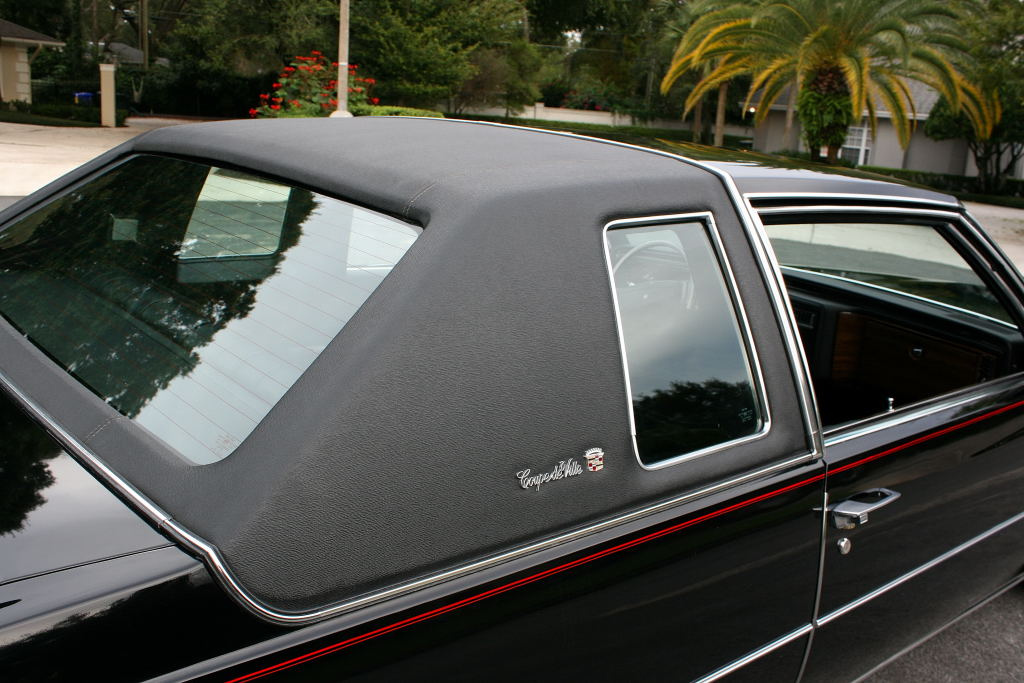
Cabriolet Roof beim Coupé DeVille (1977)

Eine weit verbreitete Ausstattungsvariante des Coupé DeVille war das Cabriolet Roof. Ungeachtet des Namens Cabriolet besteht das Dach aus Metall und ist nicht herunterklappbar. Ein Vinylüberzug ausschließlich über dem hinteren Dachteil soll hier den Eindruck eines Cabriolets – treffender wäre: eines Landauers – erwecken. Der vinylbezogene Teil ist durch einen Chromstreifen in Form eines schmalen Überrollbügels vom vorderen, nicht überzogenen Dachteil getrennt, das in Wagenfarbe lackiert ist. Der Vinylüberzug bettet das hintere Seitenfenster ein. Im Marketing wurde das Fenster dieser Version gelegentlich als Opera window bezeichnet.
Das Cabriolet Roof war in allen Modelljahren für das Coupé erhältlich. 1977 stand es mit einem Preis von 348 US-$ in der Liste der Sonderausstattungen. Der Preis für diese Ausstattungsversion blieb im Laufe des Produktionszeitraums nahezu unverändert.

### Custom Phaeton

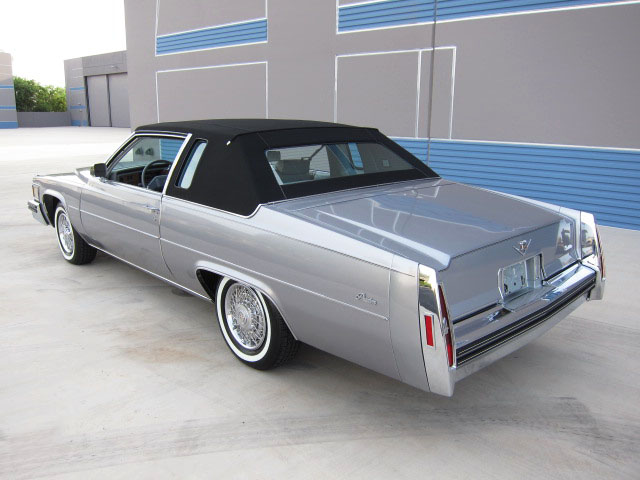
Coupé DeVille Custom Phaeton (1978)

In den Modelljahren 1978 und 1979 gab es für die Limousine und das Coupé eine Custom Phaeton-Edition. Auch in dieser Variante, bei der die Bezugnahme auf die traditionelle Karosseriebauform Phaeton einen offenen Aufbau suggerieren soll, haben die DeVille tatsächlich fest stehende Dächer aus Metall. Wie bereits beim Cabriolet Roof, soll ein Vinylüberzug ein Cabrioverdeck vorspiegeln. Im Gegensatz zum Cabriolet Roof ist beim Phaeton das gesamte Dach vom Rahmen der Windschutzscheibe bis zum Ende der C-Säule mit farbigem Vinyl überzogen. Der Überzug ist unregelmäßig gestaltet und hat mehrere Erhöhungen, die quer zur Fahrtrichtung angeordnet sind. Sie sollen die Verdeckstangen eines Cabrioletdachs simulieren. 1978 gab es das Paket in den Außenfarben „Cotillion White“ (mit dunkelblauem Dach), „Platinum Silver“ (mit schwarzem Dach) und „Arizona Beige“ (mit dunkelbraunem Dach). Im folgenden Jahr war es weiterhin in Weiß und Silber sowie zusätzlich in „Western Saddle Firemist“ (mit Lederinnenausstattung in „Antique Saddle“ und dunkelbraunem Dach) erhältlich; „Arizona Beige“ entfiel.
Die Custom Phaetons waren hochpreisige Sonderausstattungen. Der Aufpreis lag jeweils bei etwa 2.000 US-$ und machte etwa 20 Prozent des Basispreises für einen DeVille aus. Mit dem Phaeton-Paket erreichte der DeVille den Listenpreis eines Fleetwood Brougham Sedan.

### DeVilleD’Elegance

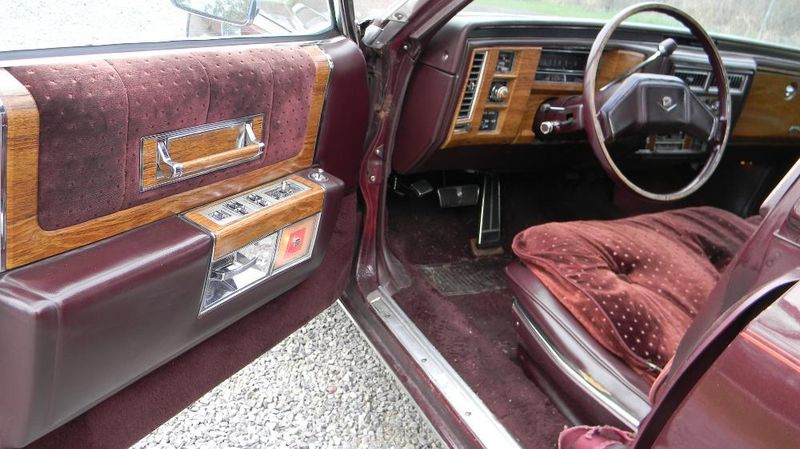
Interieur eines Coupé DeVille D’Elegance (1980)

Ein in allen Modelljahren erhältliches Ausstattungspaket war die D’Elegance Edition, die sowohl für das Coupé als auch für den Sedan erhältlich war. Sie betraf das Dekor des Innenraums und hier vor allem die Sitze. Vorn und hinten haben die Sitze der D’Elegance Edition einen kissenartigen Aufsatz, der mit Veloursstoff bezogen ist und Knöpfe als Applikationen trägt. Die Seitenverkleidungen der Türen sind mit dem gleichen Stoff bezogen. Muster und Farbe des Stoffs wechselten jährlich, in einigen Jahren standen jährlich mehrere Farbtöne zur Auswahl. Eine Ledervariante, die im Fleetwood Brougham gegen Aufpreis erhältlich war, gab es bei den DeVille-Modellen nicht.
Das D’Elegance-Paket kostete 1977 für beide Karosserievarianten 689 US-$, 1980 lag der Preis bei 1.005 US-$.
Vielfach wird das D’Elegance-Paket kritisiert. Es sei „plüschig“ und habe vor allen den Zweck gehabt, die Käufer davon abzulenken, dass sich unter dem Blech vielfach einfachste Technik verbarg. Insofern handele es sich um ein typisches Merkmal der Malaise Era.

## Der Cadillac DeVille im Film
Verschiedene Varianten des Cadillac DeVille erschienen über die Jahre in zahlreichen Spielfilmen.
Ein Beispiel ist Martin Scorseses Film GoodFellas – Drei Jahrzehnte in der Mafia. Darin ist das 1979er Coupe DeVille (1979), das von Henry Hill (gespielt Ray Liotta) gefahren wird, mit einem „Phaeton“-Paket in „Western Saddle Firemist“ ausgestattet.